# Запрешич (стадіон)
Спортивно-рекреаційний центр «Запрешич» (хорв. «Športsko-rekreativni centar Zaprešić») — багатофункціональний стадіон у місті Запрешич, Хорватія, домашня арена ФК «Інтер» (Запрешич).

## Історія
Стадіон на місці сучасного був облаштований ще у 1962 році. 1987 року у рамках підготовки до Літньої Універсіади відкритий новий спортивний комплекс зі стадіоном та спортивними майданчиками для різних видів спорту. Спочатку стадіон проєктувався таким чином, щоб можна було без перешкод проводити матчі у першу половину доби, оскільки спочатку освітлення арени не передбачалося, а трибуни відносно поля проєктувалися таким чином, що сонце перешкоджало видимості глядачів під час матчу, а гравцям на полі завдавала дискомфорту тінь трибун, коли матчі проходили після полудня чи під вечір. У 1991 році на території комплексу споруджено тенісний корт. У 2005 році на стадіоні встановлено сучасну систему освітлення. 2010 року реконструйовано трибуни, в результаті чого потужність арени досягла 5 528 глядачів. У 2016 році було демонтовано старі трибуни, які вже не експлуатувалися, а на їх місці облаштовано нове поле зі штучним покриттям. Тоді ж було оновлено дитячий тренувальний майданчик зі штучним газоном.
Окрім стадіону та спортивних майданчиків до комплексу входять: багатофункціональна спортивна зала, бібліотека, їдальня, бар, ресторан. Дах, який частково охоплює східну трибуну, є фрагментом старого даху стадіону «Максимир», який був привезений сюди під час реконструкції останнього.